# Aleš Matějů
Aleš Matějů (Příbram, 3 de junio de 1996) es un futbolista checo que juega de defensa en el Spezia Calcio de la Serie B. Fue internacional con las categorías inferiores de la selección de fútbol de la República Checa.

## Trayectoria
Formado en la cantera del equipo de su ciudad natal, el 1. F. K. Příbram, Aleš llegó a pasar incluso por la cantera del PSV Eindhoven, pero fue con el club checo con el que debutó de forma profesional.
Su debut se produjo en 2014, y durante la temporada 2014-15 jugó 15 partidos y marcó 1 gol. Dado su gran potencial, fue fichado por uno de los grandes clubes checos del momento, el FC Viktoria Plzeň. En las dos temporadas que jugó en el Viktoria Plzen disputó 35 partidos, y logró el título de campeón de liga con el club checo en la temporada 2015-16.

### Brighton & Hove Albion
El 4 de agosto de 2017 fichó por el Brighton & Hove Albion Football Club, equipo recién ascendido a la Premier League.

### Italia
El 12 de julio de 2018 el Brescia Calcio logró su cesión por una temporada. Al finalizar la temporada fue adquirido en propiedad.
A finales del año 2021 abandonó Brescia y, tras algo más de un mes sin equipo, el 10 de febrero firmó con el Venezia F. C. En agosto de ese mismo año fichó por el Palermo F. C. Allí disputó 50 partidos antes de unirse al Spezia Calcio en enero de 2024.

## Selección nacional
Ha sido internacional con la selección de fútbol de la República Checa sub-16, sub-17, sub-18, sub-19 y sub-20, y sub-21. El 7 de octubre de 2020 debutó con la absoluta en un amistoso ante Chipre que los checos vencieron por 1-2.

## Clubes
| Club                         | País            | Año       |
| ---------------------------- | --------------- | --------- |
| 1. F. K. Příbram             | República Checa | 2014-2015 |
| F. C. Viktoria Plzeň         | República Checa | 2015-2017 |
| Brighton & Hove Albion F. C. | Inglaterra      | 2017-2019 |
| Brescia Calcio (cedido)      | Italia          | 2018-2019 |
| Brescia Calcio               | Italia          | 2019-2021 |
| Venezia F. C.                | Italia          | 2022      |
| Palermo F. C.                | Italia          | 2022-2024 |
| Spezia Calcio                | Italia          | 2024-     |